# Finnträsket (Hortlax socken, Norrbotten, 723836-175865)
Finnträsket är en sjö i Piteå kommun och Skellefteå kommun i Norrbotten och ingår i Jävreåns huvudavrinningsområde. Sjön har en area på 3,59 kvadratkilometer och ligger 69 meter över havet. Sjön avvattnas av vattendraget Finnträskån.

## Delavrinningsområde
Finnträsket ingår i det delavrinningsområde (723830-175635) som SMHI kallar för Utloppet av Finnträsket. Medelhöjden är 78 meter över havet och ytan är 13,98 kvadratkilometer. Räknas de 3 avrinningsområdena uppströms in blir den ackumulerade arean 32,94 kvadratkilometer. Finnträskån som avvattnar avrinningsområdet har biflödesordning 2, vilket innebär att vattnet flödar genom totalt 2 vattendrag innan det når havet efter 16 kilometer. Avrinningsområdet består mestadels av skog (65 procent). Avrinningsområdet har 3,78 kvadratkilometer vattenytor vilket ger det en sjöprocent på 27 procent.